# Pyrzyce
Pyrzyce (germană Pyritz, cașubiană Përzëca) este un oraș în Polonia.